# Faculté de Génie Civil et d'Architecture de l'Université Hassiba Benbouali de Chlef

Ouled Fares

La Faculté de Génie Civil et d'Architecture (FGCA) (arabe: كلية الهندسة المدنية والمعمارية), a été créée en 2011, à la suite du découpage de la Faculté des Sciences et Sciences de l'Ingénieur, est une unité de formation et de recherche, composant de l'Université Hassiba Benbouali de Chlef, située à Ouled Fares à 15 km au nord de la wilaya de Chlef.

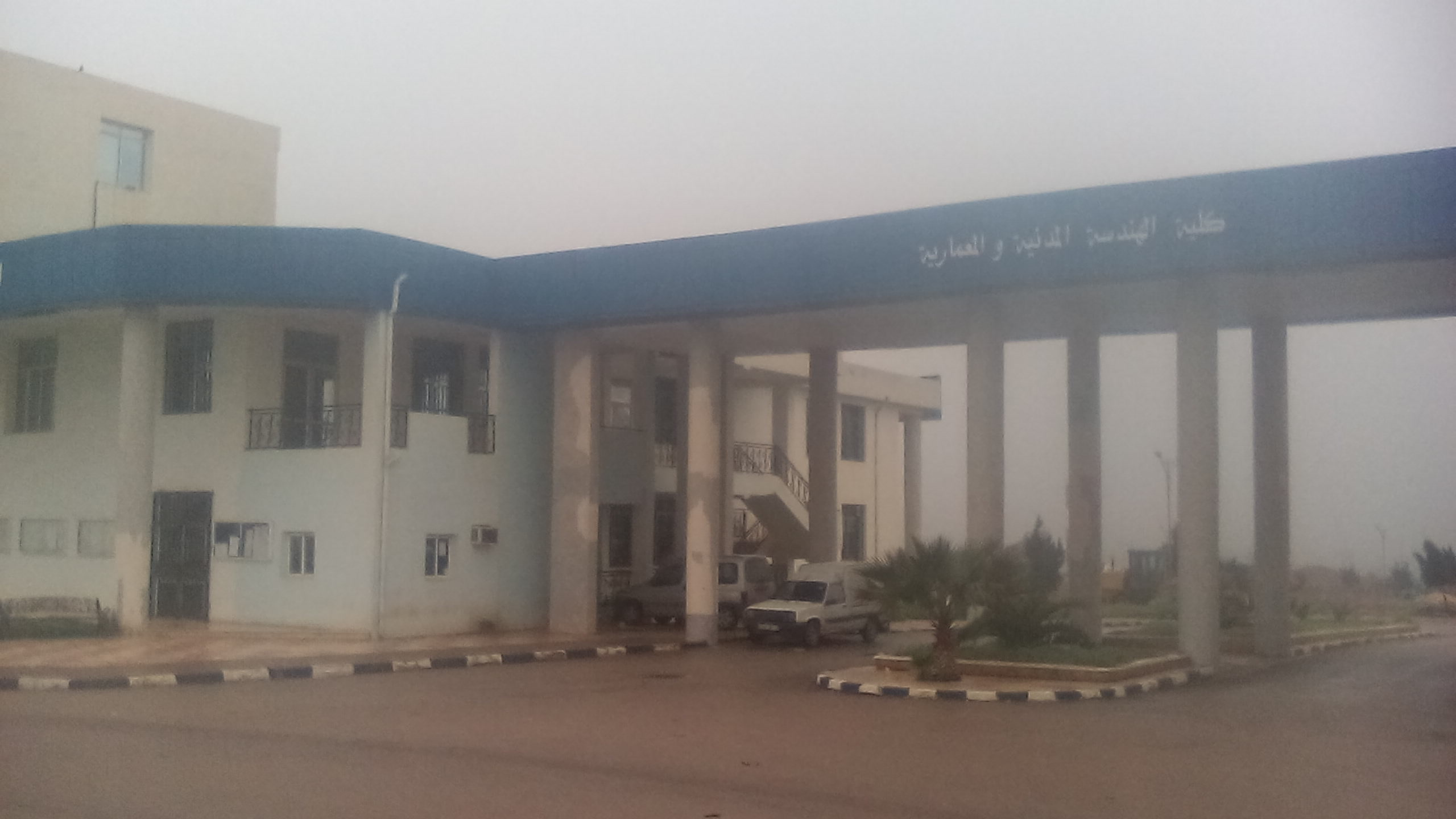

L'actuel doyen de la faculté est le professeur en génie civil, Pr.Kassoul Ammar.

## Histoire
La Faculté de Génie Civil et d'Architecture a été créée durant l'année universitaire 2010/2011, après le découpage de l'ex-faculté des sciences et sciences de l'ingénieur. Cela a donné naissance a trois facultés: faculté des sciences, faculté de Technologie et faculté de Génie Civil et d'Architecture. Cette dernière regroupant trois département qui sont:
- Département de Génie Civil,
- Département d'Hydraulique,
- Département d'Architecture,

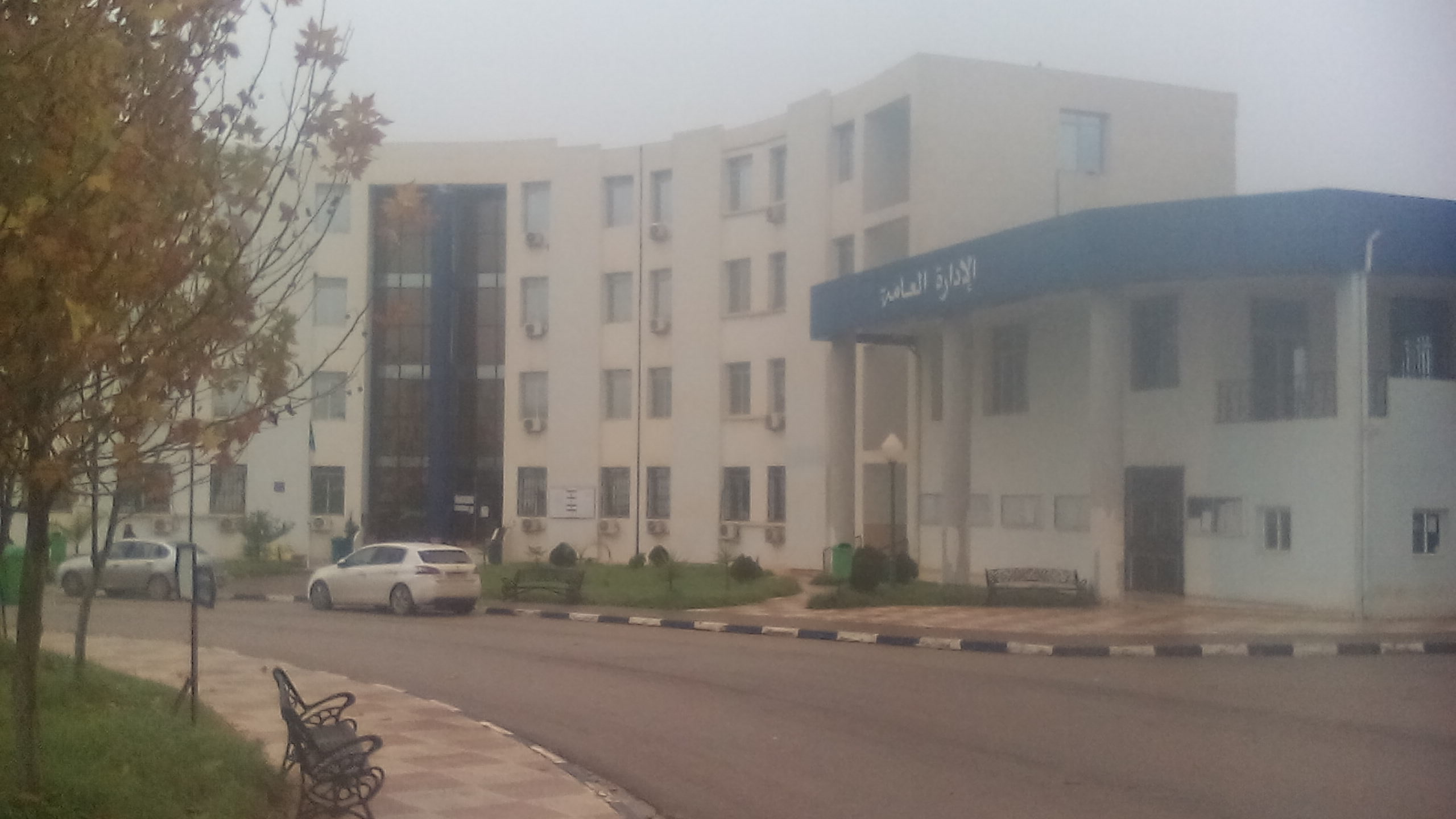
FGCA

Durant l'année universitaire 2013/2014, s'ajoute un domaine de sciences de la Terre et de l'Univers, avec la spécialité de Géologie fondamentale, qui est rattachée au département d'Hydraulique.

## Composants

### Enseignant
La faculté dispose de 56 enseignants qui sont:
| Grade                         | Nombre |
| ----------------------------- | ------ |
| Professeur                    | 5      |
| Maître de conférence classe A | 10     |
| Maître de conférence classe B | 7      |
| Maître-assistant classe A     | 28     |
| Maître-assistant classe B     | 5      |
| Assistant                     | 1      |

### Personnel
FGCA dispose aussi du corps personnel qui construit l'encadrement pédagogique de la faculté, qui est de 69 fonctionnaires permanents et contractuels.

### Département de Génie Civil
Le département de Génie Civil existait depuis la création de l'institut des INES de Chlef en 1983comme une spécialité. Ensuite, un département composant de la faculté des sciences et sciences de l'ingénieur en 2001, et aujourd'hui, depuis 2011, il est le noyau fondateur de FGCA

#### Formation
Le département de Génie Civil offre 4 spécialités en Cycle Licence et 4 spécialités en Master: 
| Cycle   | spécialité                                                                 |
| ------- | -------------------------------------------------------------------------- |
| Licence | - Bâtiment - Voies et Ouvrages d'Arts - Génie urbain - Génie civil général |
| Master  | - Bâtiment - Voies et Ouvrages d'Arts - Génie urbain - Géotechnique        |

### Département d'Hydraulique
Le département d'Hydraulique existait depuis l'année universitaire 1986/1987 dans les INES, et plus tard, un département composant de la Faculté des sciences et sciences de l'Ingénieur en 2001, et enfin un département qui appartient à la faculté de Génie Civil et d'Architecture depuis 2011. Une autre spécialité est rattachée a cet département, qui est la spécialité de Géologie fondamentale depuis l'année universitaire 2013/2014.

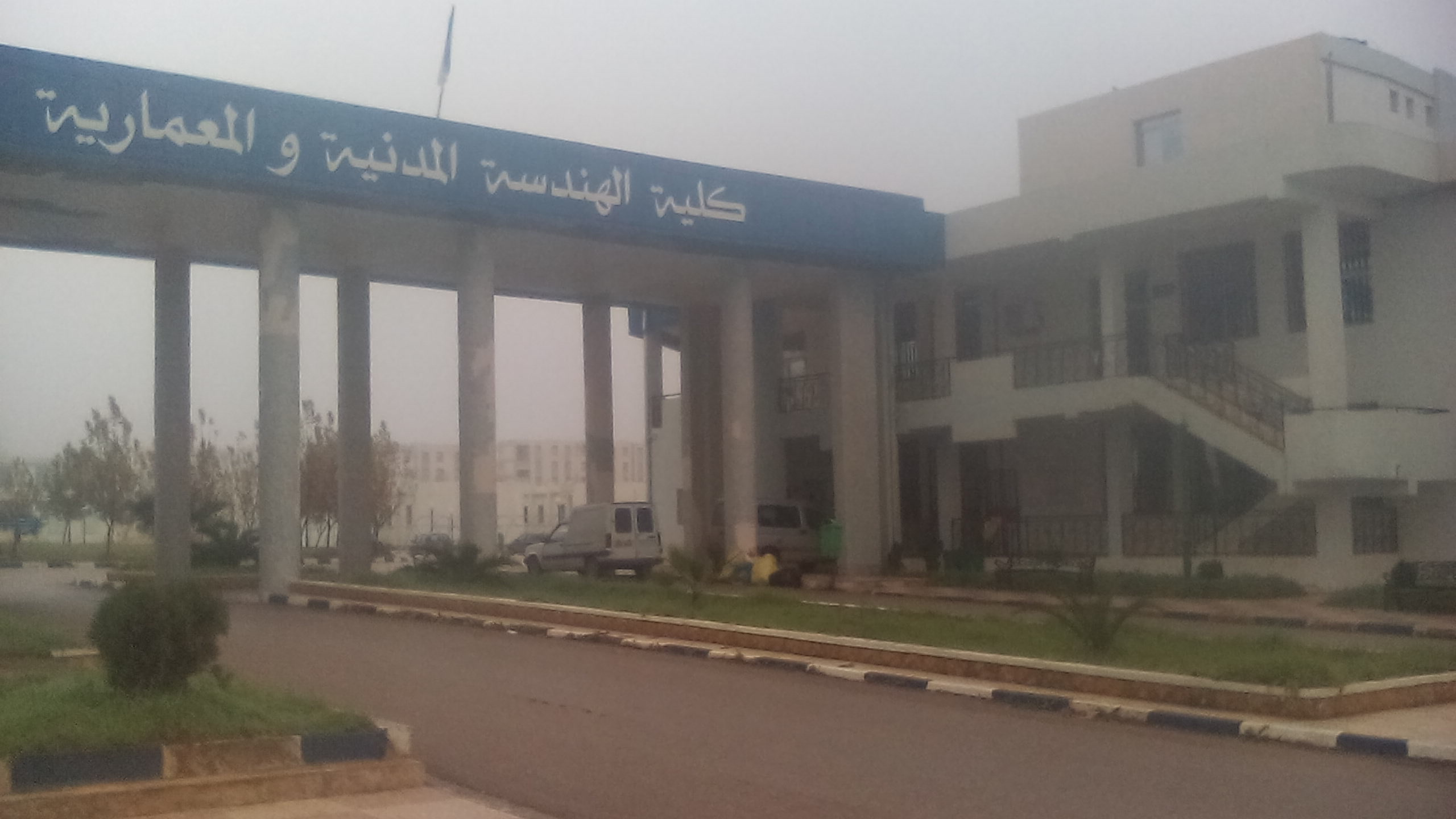

#### Formation
Le département d'Hydraulique offre la formation en Licence et Master qui sont:
| Cycle   | spécialité                                    |
| ------- | --------------------------------------------- |
| Licence | - Hydraulique                                 |
| Master  | - Hydraulique urbaine - Ouvrages hydrauliques |

et dans la spécialité de Géologie, on trouve:
| Cycle   | spécialité                |
| ------- | ------------------------- |
| Licence | - Géologie fondamentale   |
| Master  | - Ensembles Sédimentaires |

### Département d'Architecture
La spécialité d'Architecture est une spécialité récente qui avait vu le jour par la création de la FGCA depuis 2011 et devenue un département composant de cette Faculté.

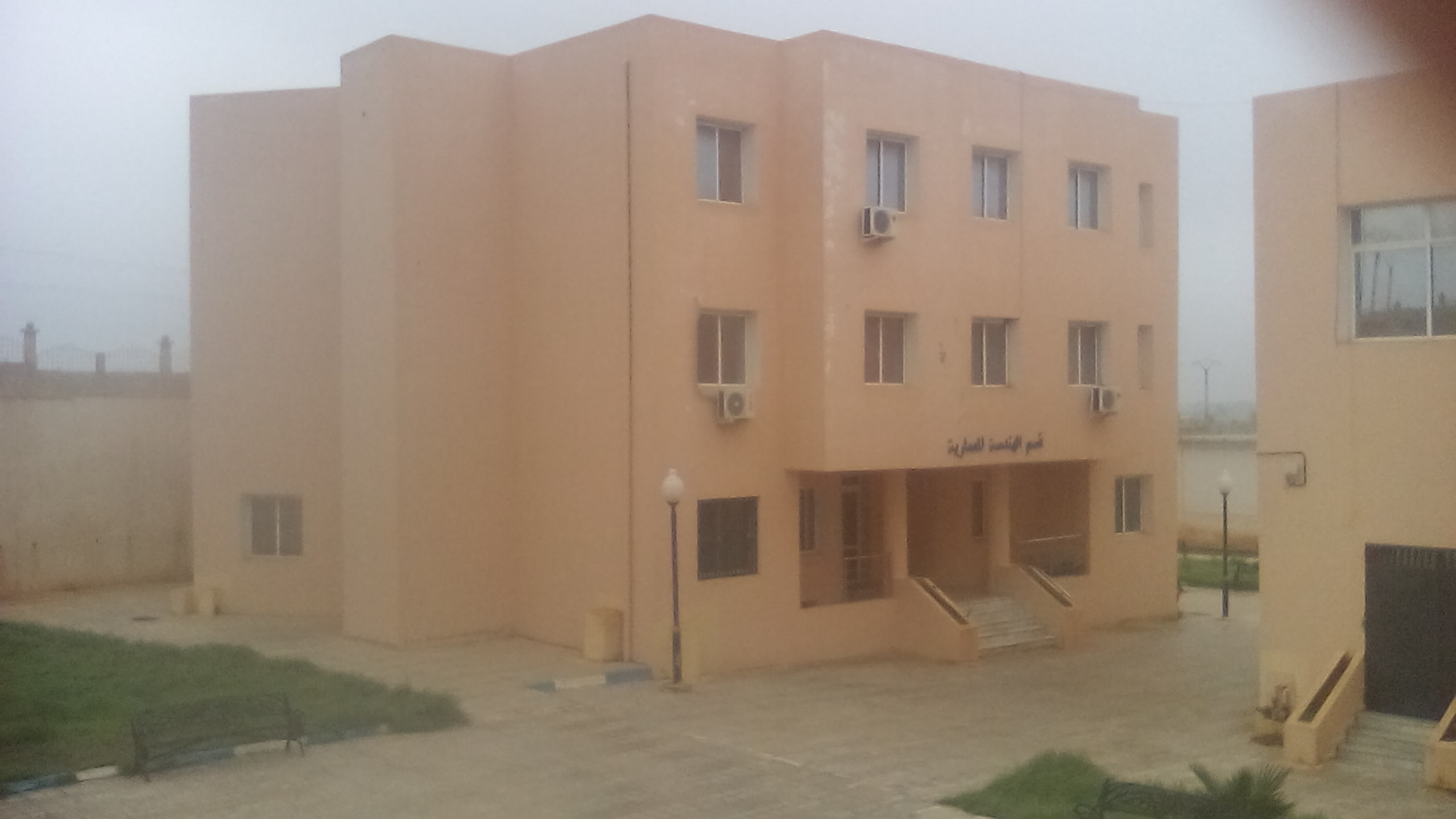
Département d'Architecture

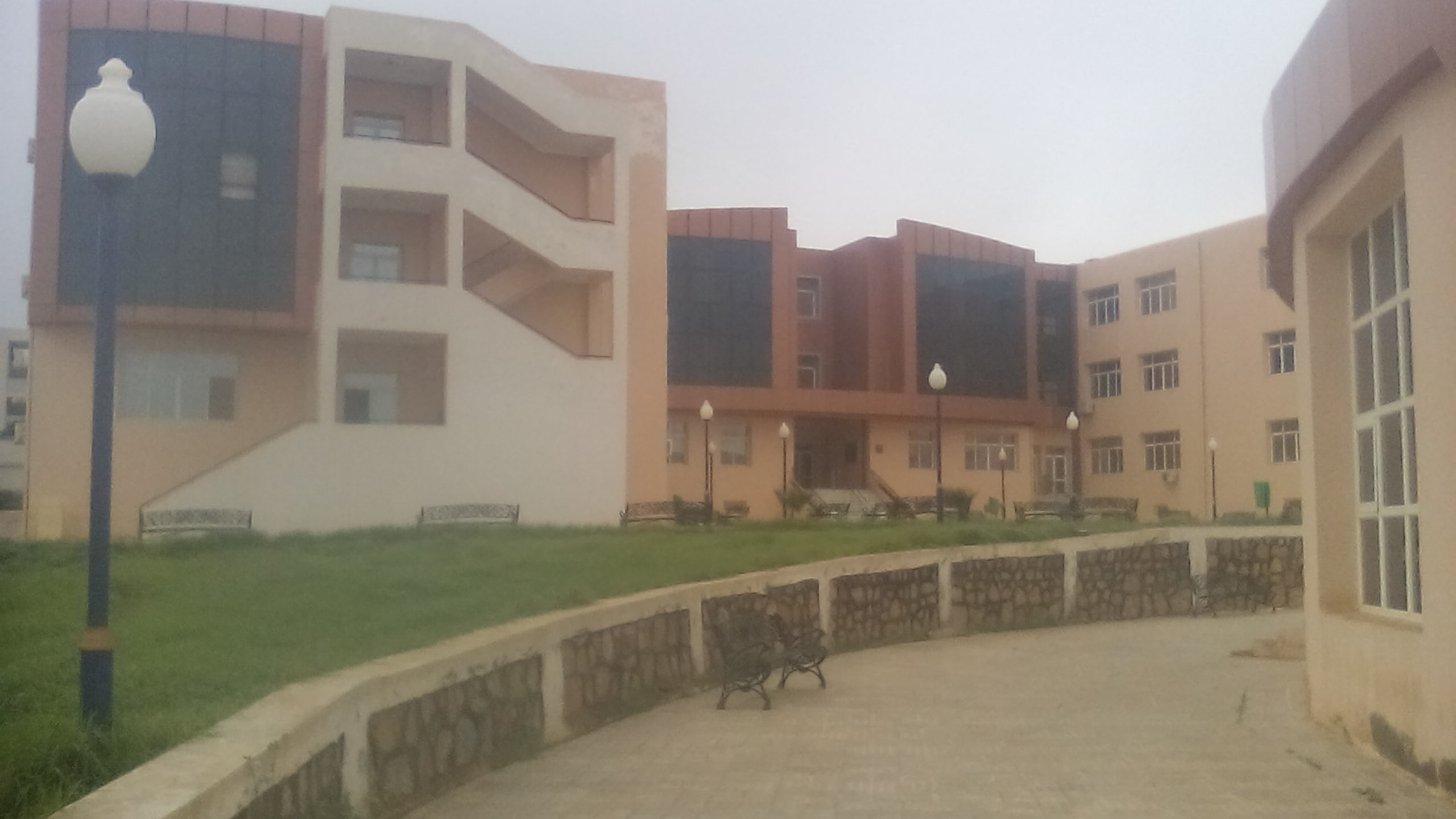
salles et Amphis

#### Formation
| Cycle   | spécialité     |
| ------- | -------------- |
| Licence | - Architecture |
| Master  | - Architecture |

### Étudiants
En 2016, les effectifs de FGCA en graduation ont été de 1400 étudiants, répartis comme suit:
- En Licence: 640 étudiants.
- En Master: 760 étudiants.

#### Évolution démographique des étudiants
| 2011 | 2012 |
| ---- | ---- |
| -    | -    |

| 2013 | 2014 |
| ---- | ---- |
| -    | -    |

| 2015 | 2016  |
| ---- | ----- |
| -    | 1 400 |

| 2017 | - |
| ---- | - |
| -    | - |

### Infrastructures pédagogiques

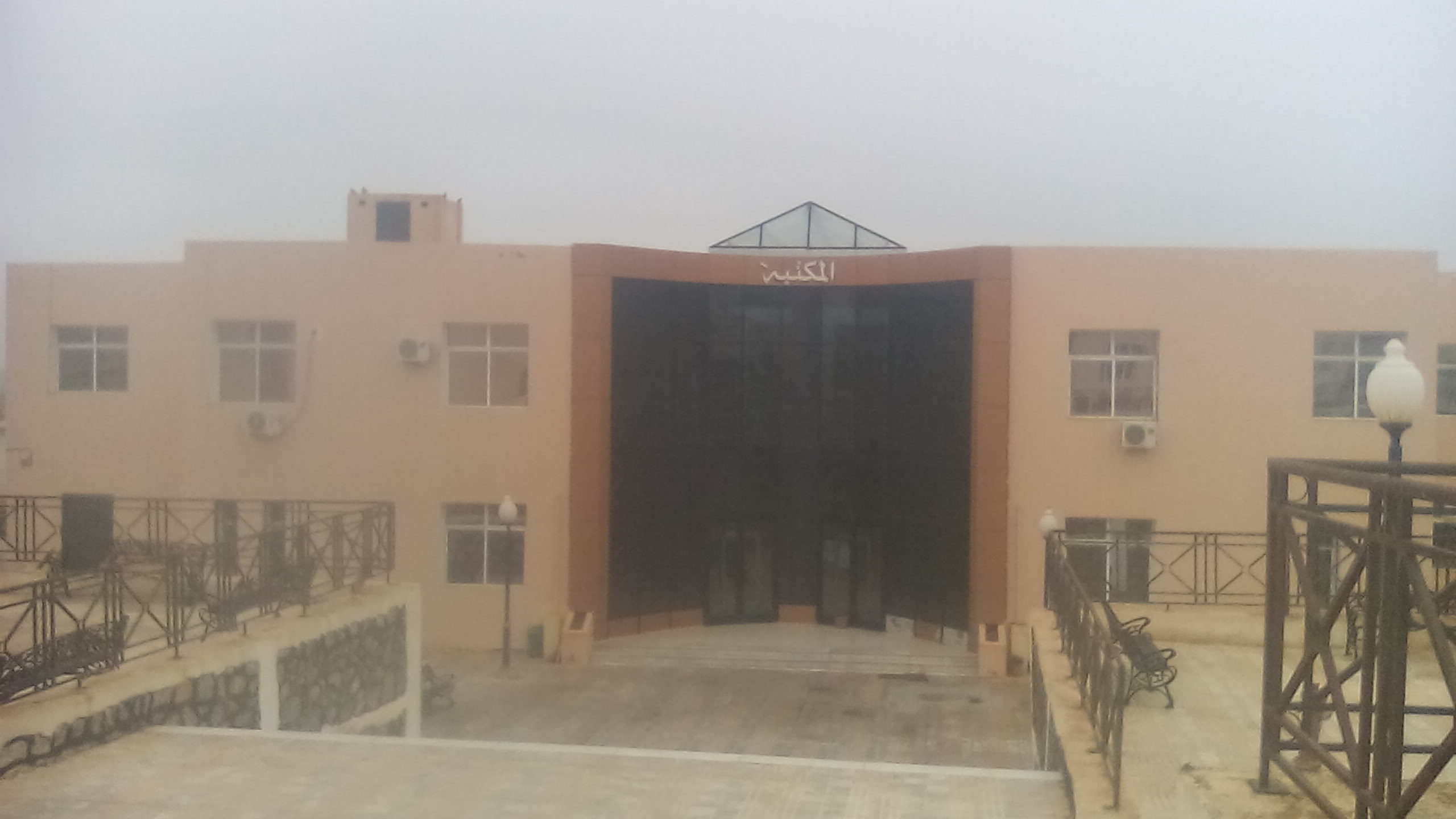
Bibliothèque

FGCA a une superficie de 7013 m2 et des infrastructures d'une capacité de plus de 3000 places pédagogiques, repartis comme suit:
| Infrastructure      | Nombre | Capacité |
| ------------------- | ------ | -------- |
| Salles              | 34     | 1190     |
| Salles de dessin    | 18     | 540      |
| Laboratoires        | 8      | 240      |
| Salles Informatique | 5      | 100      |
| Cyber               | 2      | 66       |
| Amphithéâtres       | 5      | 1150     |
| Bibliothèque        | 1      | 174      |